# Popvis
Op 17 mei 2006 vond in het Depot te Leuven de eerste editie plaats van Popvis, een audiovisueel festival dat een brug wil slaan tussen beeldende en audiovisuele kunsten en popmuziek. Dit initiatief van een aantal studenten Culturele Studies aan de KULeuven ontstond in een seminarie rond het visuele aspect van popmuziek. Met deze interdisciplinaire festivalavond willen de organisatoren op een drempelverlagende manier aandacht vragen voor het visuele aspect van popmuziek en bewijzen dat muziek zowel voor het oog als voor het oor bestemd kan zijn. 

## Editie 2006
Het openingsprogramma bestaat uit een aantal artistieke en educatieve activiteiten, waaronder een fototentoonstelling van twee leuvense muziekfotografen en video- en ruimtelijke installaties van enkele studenten Transmedia aan Sint-Lukas Brussel. Bovendien is een gloednieuwe website rond de visualisatie van popmuziek voorgesteld. Dit educatieve luik wordt opgevolgd door het eigenlijke concertprogramma, waarbij elk concert gekoppeld wordt aan een visuele act. Muziekgenres als poprock, postrock, hiphop, reggae, soul, urban, ... worden op een passende manier gevisualiseerd door onder andere breakdance, graffiti, live action painting en veejaying, ...
|               | Pop               | Visuals                                                            |
| ------------- | ----------------- | ------------------------------------------------------------------ |
| 16u30 – 19u00 | openingsprogramma | Installaties 'Eye music', 'Silencing space' en Fototentoonstelling |
| 19u00 – 19u40 | Motek             | ‘Do You Us Too?’ project                                           |
| 20u10 – 20u50 | Undefined         | Breakdance Rafaga                                                  |
| 21u20 – 22u00 | The She           | Live action painter                                                |
| 22u30 – 23u30 | Skeemz            | Graffiti Alosta Crew                                               |
| 24u00 – 01u15 | Jerboa            | ‘Au Cinéma’ project                                                |